# Alexander Gerst
Alexander Gerst (* 3. Mai 1976 in Künzelsau) ist ein deutscher Geophysiker, Vulkanologe und Astronaut.

## Jugend, Ausbildung und Leben
Gerst wuchs im hohenlohischen Künzelsau auf und legte 1995 am Technischen Gymnasium in Öhringen das Abitur ab. Danach leistete er zunächst Zivildienst beim Roten Kreuz und bereiste anschließend ein Jahr lang als Rucksacktourist verschiedene Länder. Beeindruckt von den Vulkanen Neuseelands begann er Geophysik zu studieren und erlangte 2003 an der damaligen Universität Karlsruhe (heute Karlsruher Institut für Technologie (KIT)) das Diplom. Zudem studierte er Geowissenschaften in Wellington und erhielt darin 2005 den Master of Science. 2006 war er Sommerstipendiat des Deutschen Zentrums für Luft- und Raumfahrt (DLR). Eigenen Aussagen zufolge wurde sein Interesse an der Raumfahrt durch seinen Großvater geweckt, der als Funkamateur den Mond als Reflektor für Funkverbindungen Erde-Mond-Erde verwendete. Gerst ist inzwischen selbst Funkamateur mit dem US-amerikanischen Rufzeichen KF5ONO.
Im Mai 2010 wurde Alexander Gerst an der Universität Hamburg mit einer Forschungsarbeit zur Eruptionsdynamik des antarktischen Vulkans Mount Erebus promoviert. Ebenfalls tritt er in verschiedenen Dokumentationsfilmen zur Raumfahrt auf. Hierbei wird beispielsweise der Umgang und das Training mit g-Kräften behandelt.

## Raumfahrer

### Auswahl und Grundausbildung

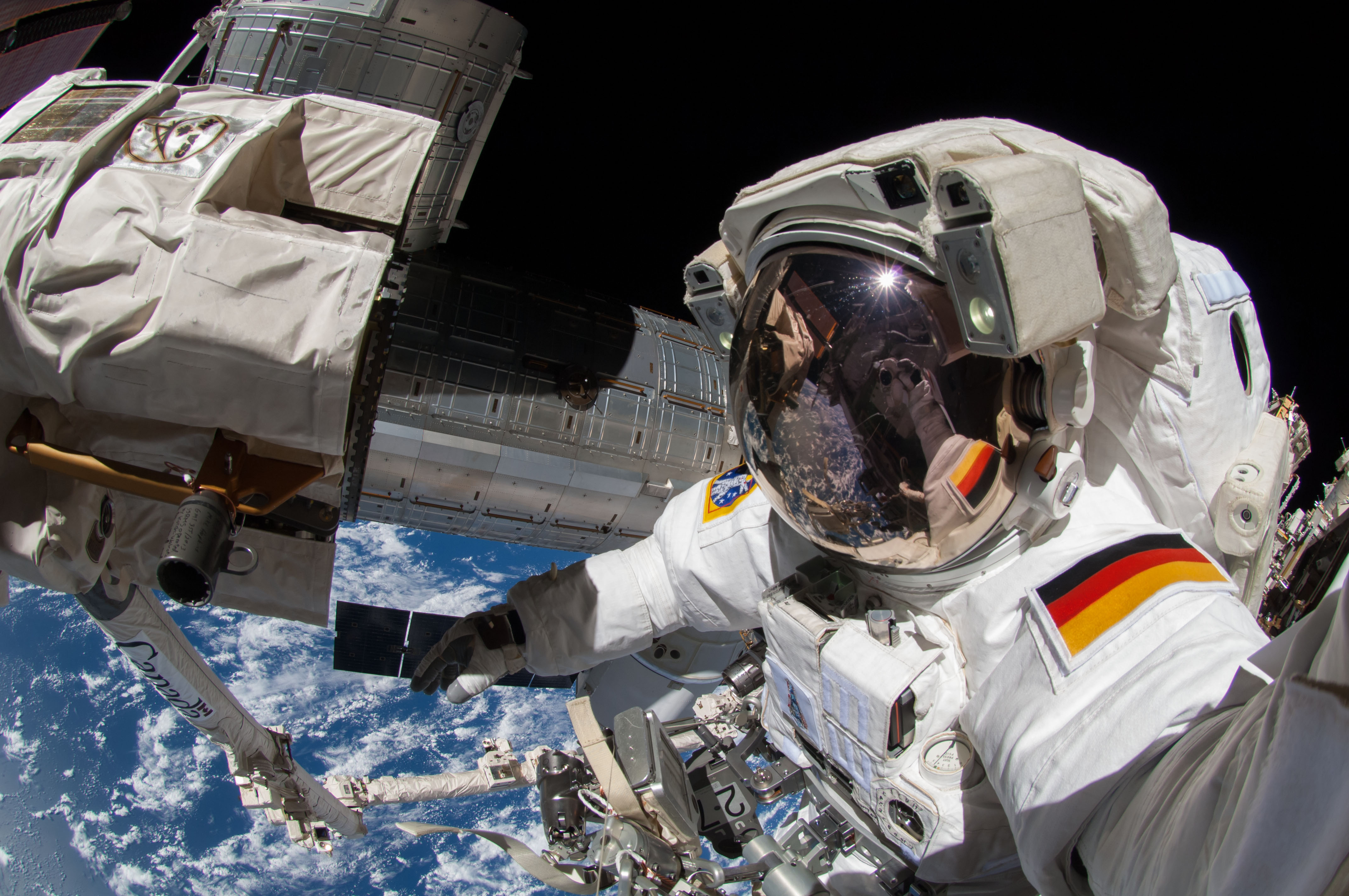
Gerst während seines ersten Außenbordeinsatzes (EVA)

Gerst setzte sich beim Auswahlverfahren 2008 der Europäischen Weltraumorganisation (ESA) als einer der 8.413 Bewerber durch und wurde als einziger Deutscher unter sechs neuen Astronauten am 20. Mai 2009 der Öffentlichkeit vorgestellt. Anfang September 2009 begann er seine Ausbildung im Europäischen Astronautenzentrum (EAC) in Köln und wurde am 22. November 2010 nach Abschluss der Grundausbildung in einer offiziellen Zeremonie im EAC zum Astronauten ernannt.

### MissionBlue Dot– ISS-Expeditionen 40/41
Am 18. September 2011 nominierte die ESA Gerst für einen Raumflug zusammen mit dem Russen Maxim Surajew und dem US-Amerikaner Reid Wiseman zur Internationalen Raumstation ISS. Der erfolgreiche Nachtstart von Sojus TMA-13M war am 28. Mai 2014 um 19:57 UTC in Baikonur. Gerst war als Bordingenieur der ISS-Expeditionen 40 und 41 bis zum 10. November 2014 im All. Er ist nach Thomas Reiter und Hans Schlegel der dritte deutsche Astronaut auf der ISS und der zweite einer Langzeitbesatzung. Seine Mission trug die Bezeichnung Blue Dot nach dem Foto Pale Blue Dot, das die Erde aus großer Entfernung als „blassblauen Punkt“ zeigt.
Nachdem sein Außenbordeinsatz im August 2014 zunächst verschoben worden war, fand dieser gemeinsam mit Reid Wiseman unter der Bezeichnung US-EVA 27 bzw. ISS-Expedition 41 – EVA 1 am 7. Oktober 2014 statt. Während des knapp sechsstündigen Einsatzes wurde unter anderem eine defekte Kühlpumpe umgelagert und ein neues Kabelsystem für den Greifarm installiert.
Am 10. November 2014 landete er nach 165 Tagen im All zusammen mit Surajew und Wiseman um 3:58 UTC in Kasachstan. Ein Ärzteteam der ESA untersuchte, wie sich sein Organismus nach seinem schwerelosen Aufenthalt im Weltall an die irdische Schwerkraft anpasste.

### MissionHorizons– ISS-Expeditionen 56/57

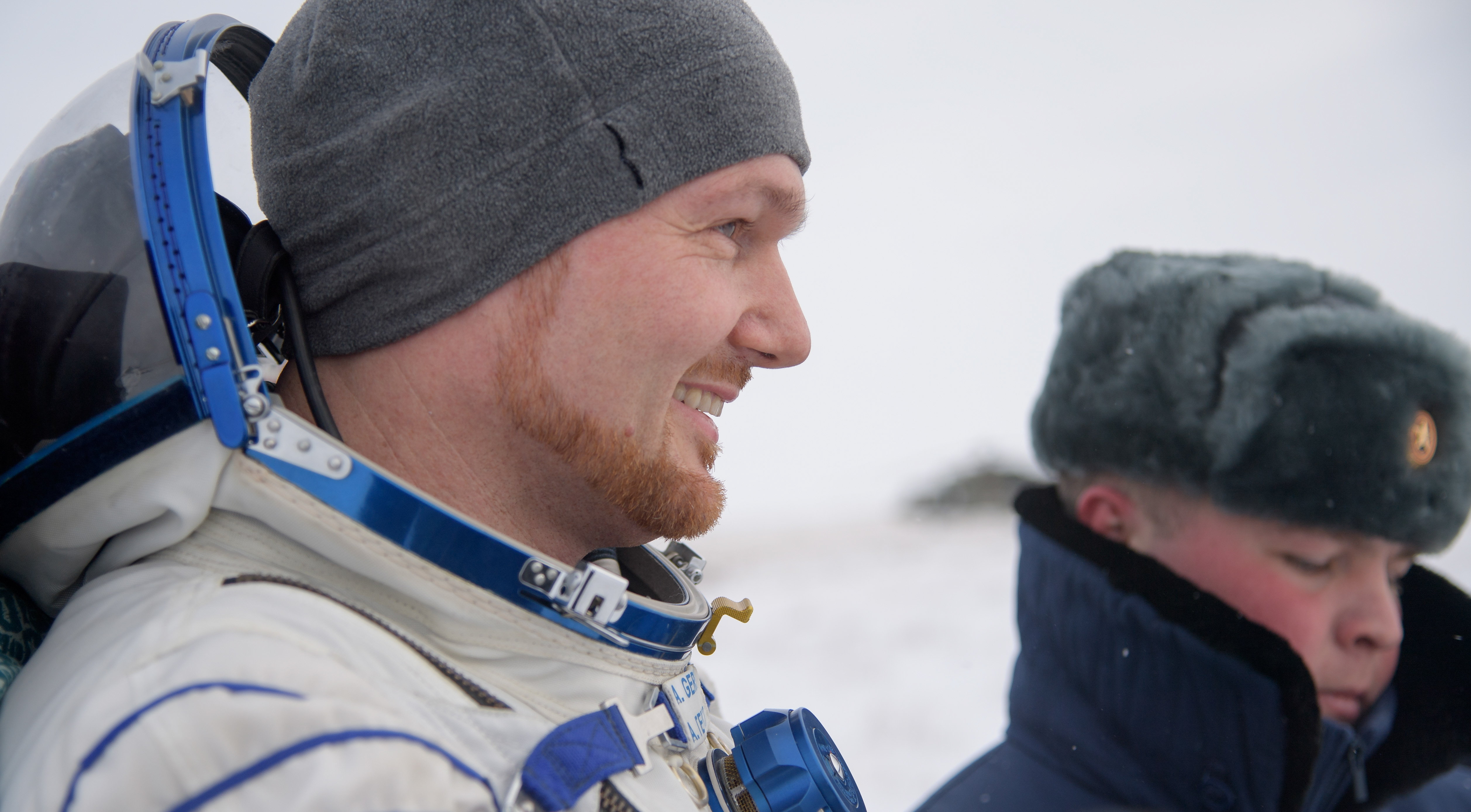
Alexander Gerst nach der Landung von Sojus MS-09 am 20. Dezember 2018

Gersts zweite Langzeitmission begann am 6. Juni 2018 mit dem Start des Raumschiffs Sojus MS-09. Als Bezeichnung von Gersts Mission, die im Rahmen der ISS-Expeditionen 56 und 57 stattfand, wurde Horizons gewählt. Am 3. Oktober übernahm er planmäßig für drei Monate als erster Deutscher und zweiter Westeuropäer die Funktion des ISS-Kommandanten. Nach 196 Tagen im All landete die Sojus-MS-09-Crew, bestehend aus Alexander Gerst, dem russischen Kosmonauten Sergei Prokopjew und der NASA-Astronautin Serena Auñón-Chancellor, am 20. Dezember 2018 wohlbehalten in der kasachischen Steppe.
Mit dieser Mission erreichte Gerst eine Gesamtaufenthaltsdauer von 362 Tagen im Weltall und löste damit Thomas Reiter als den deutschen und ESA-Rekordastronauten ab.

### Weitere Laufbahn bei der ESA
Alexander Gerst übernahm bei der ESA ab Dezember 2018 Aufgaben am European Space Research and Technology Centre (ESTEC) der ESA und leitete eine interdisziplinäre Arbeitsgruppe in den Niederlanden, um für die ESA-Mitgliedsstaaten Strategien zu entwickeln, die eine Beteiligung an Missionen im Erdorbit in der Zeit nach Beendigung der ISS erlauben. Er bringt seine Erfahrungen in verschiedenen Entwicklungsprojekten ein und war 2022 an der Auswahl einer neuen Astronautengruppe der ESA beteiligt. 
Seit März 2023 leitet Gerst die Abteilung „Astronaut Operations“ am Europäischen Astronautenzentrum in Köln.

## Ehrungen

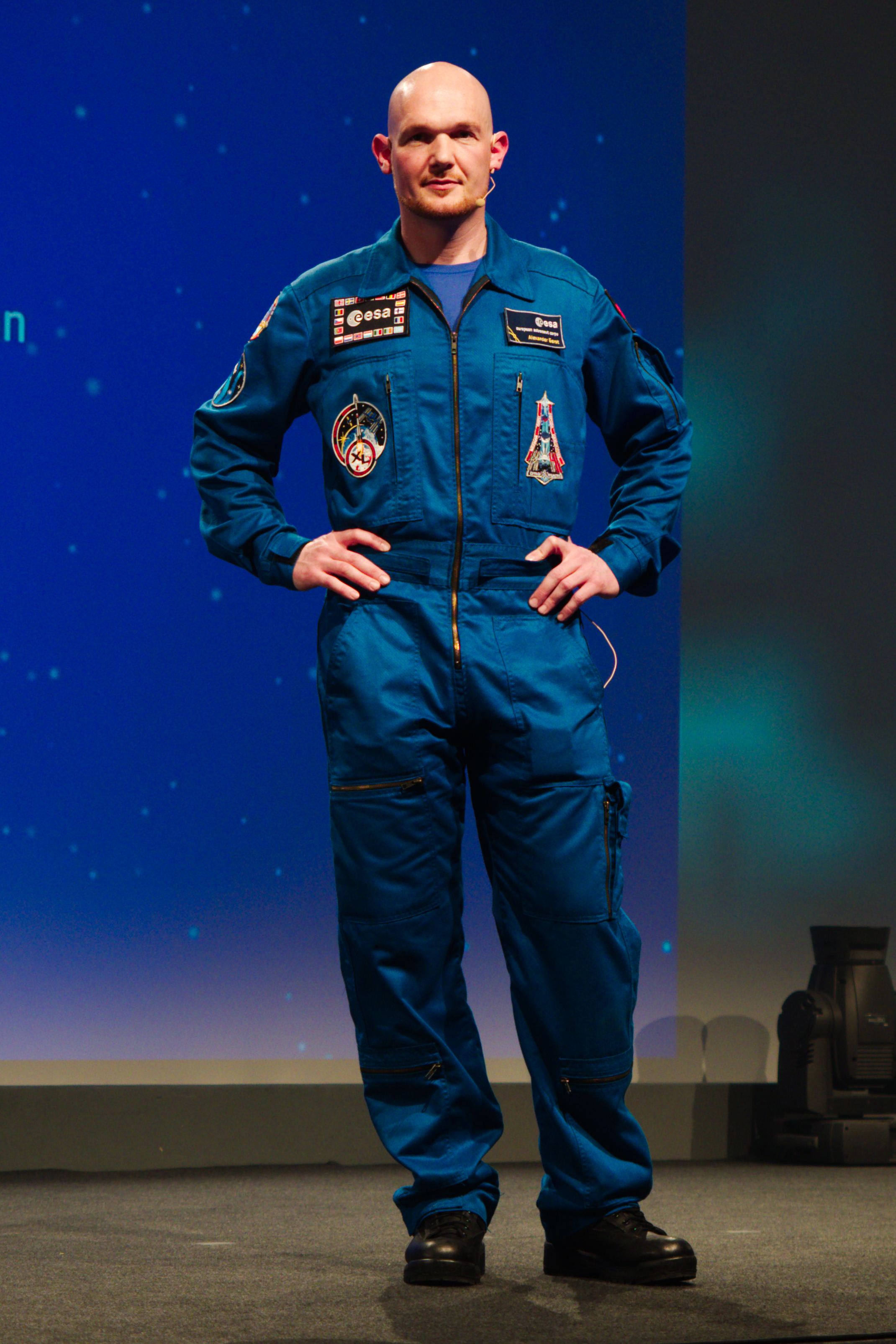
Alexander Gerst (2015)

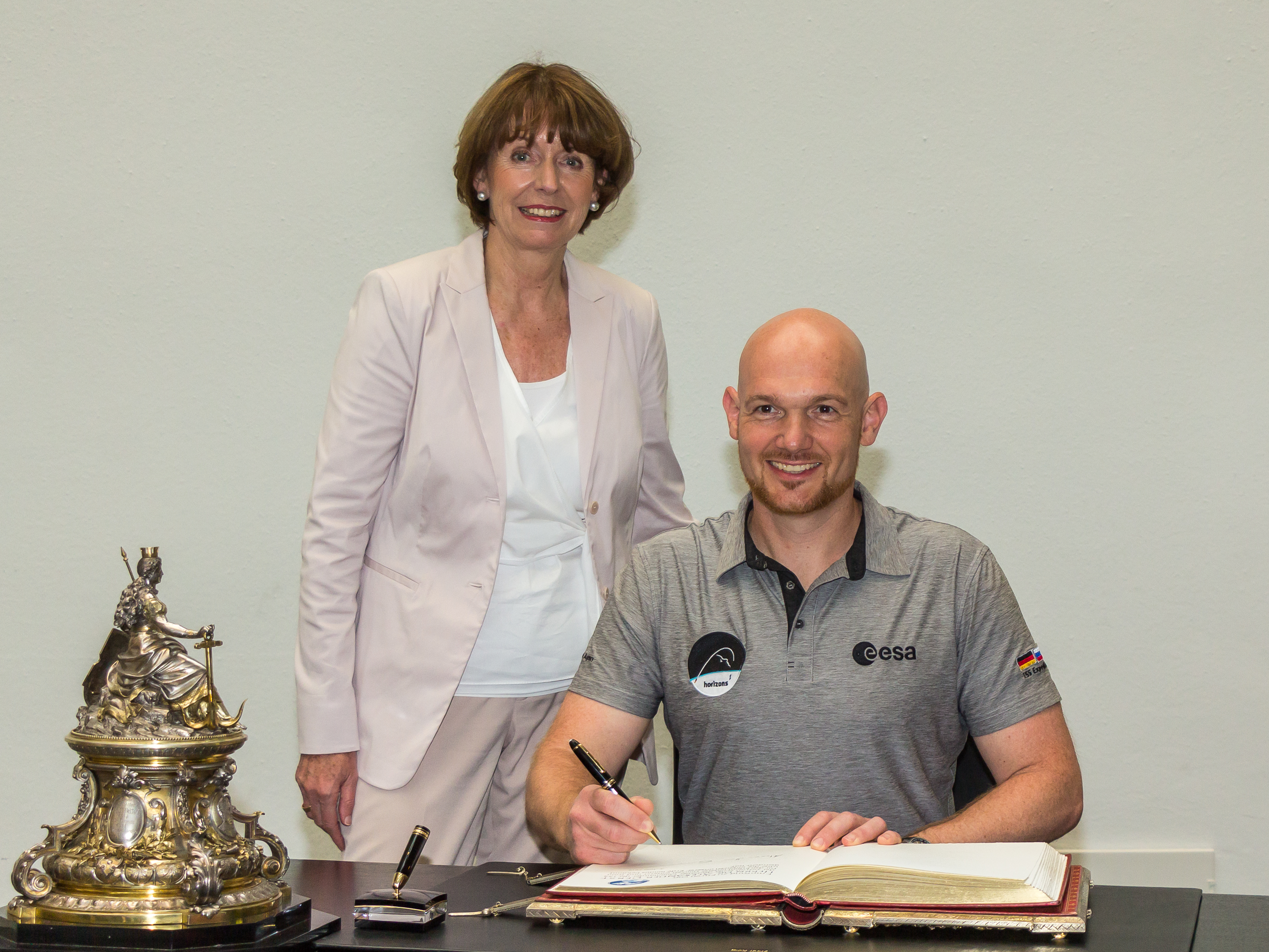
Eintragung in das Goldene Buch der Stadt Köln am 3. Juni 2019

2007 erhielt Gerst den Bernd Rendel-Preis der Deutschen Forschungsgemeinschaft für ausgezeichnete Nachwuchsgeophysiker.
Am 9. Mai 2015 wurde Gerst die Ehrenbürgerschaft seiner Geburtsstadt Künzelsau verliehen.
Wegen seiner wichtigen wissenschaftlichen Arbeit und seines Engagements im Weltraum während seiner ISS-Mission verlieh Bundespräsident Joachim Gauck Gerst am 13. Januar 2015 das Bundesverdienstkreuz 1. Klasse und Bundespräsident Steinmeier 2019 das Große Verdienstkreuz. Des Weiteren wurde am 5. März 2015 ein Asteroid nach ihm benannt: (190617) Alexandergerst. Am 25. April 2015 überreichte ihm Ministerpräsident Winfried Kretschmann im Mannheimer Schloss den Verdienstorden des Landes Baden-Württemberg.
Im Juli 2018 erhielt Gerst von der Deutschen Physikalischen Gesellschaft die Medaille für naturwissenschaftliche Publizistik für seine „in hervorragender Weise zur Verbreitung naturwissenschaftlich-physikalischen Denkens im deutschsprachigen Raum und weit darüber hinaus“ beitragenden Veröffentlichungen.

„Als Astronaut der ESA nutzt Gerst in vorbildlicher Weise seine mediale Präsenz in Fernsehen, Print und Online, um insbesondere junge Menschen für Forschung und Technik zu begeistern, was für die Gewinnung von wissenschaftlichem Nachwuchs von unschätzbarer Bedeutung ist.“

Nachdem der Akademische Senat der Universität Hamburg 2017 entschieden hatte, Alexander Gerst die Ehrensenatorenwürde zu verleihen, fand die Ernennung zum Ehrensenator der Universität Hamburg am 10. Mai 2019 im Rahmen eines großen Festakts statt.
Ebenfalls 2019 erhielt Gerst die Walter-Kertz-Medaille der Deutschen Geophysikalischen Gesellschaft sowie am 14. Mai 2019 den Verdienstorden des Landes Nordrhein-Westfalen durch Ministerpräsident Armin Laschet.
Im Juni 2019 trug sich Gerst im Rahmen eines Empfangs durch die Kölner Oberbürgermeisterin Henriette Reker in das Goldene Buch der Stadt ein. Einen Monat später erhielt er ein Ehrendoktorat des Karlsruher Instituts für Technologie.
Gerst war auf Vorschlag der Grünen-Fraktion im baden-württembergischen Landtag Mitglied der 17. Bundesversammlung.
Am 13. Mai 2025 verlieh Ministerpräsident Winfried Kretschmann Gerst den Ehrentitel Professor. Im Rahmen der Feierlichkeiten in Stuttgart würdigte er Gerst als Vorbild für zukünftige Generationen.

## Engagement
Gerst rief wiederholt zu mehr Umweltschutz und Klimaschutz sowie zum Erhalt der Lebensgrundlagen auf. Im Jahr 2015 kritisierte er das fortgesetzte Abholzen des tropischen Regenwaldes, das er aus dem Weltall beobachten konnte. Während der Hitze- und Dürrewelle 2018 teilte er von der Internationalen Raumstation aus aufgenommene Fotos, in denen Mitteleuropa aufgrund vieler vertrockneter Pflanzen von Brauntönen dominiert war, und twitterte dazu: „Schockierender Anblick. Alles vertrocknet und braun, was eigentlich grün sein sollte.“
Im Dezember 2018, einen Tag vor seiner Rückkehr auf die Erde, verbreitete er ein am 25. November 2018 ebenfalls von der ISS aufgenommenes Video, in dem er sich an seine zukünftigen Enkel richtete und sich im Namen seiner Generation bei ihnen entschuldigte. In Hinblick auf die menschengemachte globale Erwärmung, diverse Umweltzerstörungen und Kriege scheine es so, als hinterließe seine Generation den Planeten in keinem guten Zustand. Jeder solle nachdenken, wohin sein persönliches Verhalten führe. Er hoffe, „dass wir noch die Kurve kriegen.“ Die Menschen heute wüssten, dass sie mit ihrem Kohlenstoffdioxidausstoß einen gefährlichen Klimawandel verursachten, Wälder zerstörten, die Meere mit Abfall verseuchten und kostbare Ressourcen verschwendeten. Er wünsche sich, „dass wir nicht bei euch als die Generation in Erinnerung bleiben, die eure Lebensgrundlage egoistisch und rücksichtslos zerstört hat.“ Zugleich äußerte er seine Hoffnung, dass zukünftige Generationen besser wüssten, wie klein die Erde tatsächlich sei und wie knapp auch die Ressourcen auf ihr seien.
Alexander Gerst ist Botschafter der UNICEF.
Außerdem wirkt er in der Sendung mit der Maus als "Maustronaut" mit.

## Film
- 2019: Alfons Zitterbacke – Das Chaos ist zurück, Kinospielfilm, Gastauftritt als er selbst
- 2020: Im Eis der Antarktis – Alexander Gerst auf Expedition, ARD/SWR Natur-Doku, Sendung vom 30. November 2020
- 2021: Wer wir waren, Kinodokumentarfilm, Regie: Marc Bauder
- 2022: Ins Herz der Arktis – Alexander Gerst auf Expedition, ARD/SWR Natur-Doku, Sendung vom 25. Dezember 2022
- 2022: In der Tiefe des Atlantiks – Alexander Gerst auf Expedition, ARD/SWR Natur-Doku, Sendung vom 26. Dezember 2022

## Weblinks

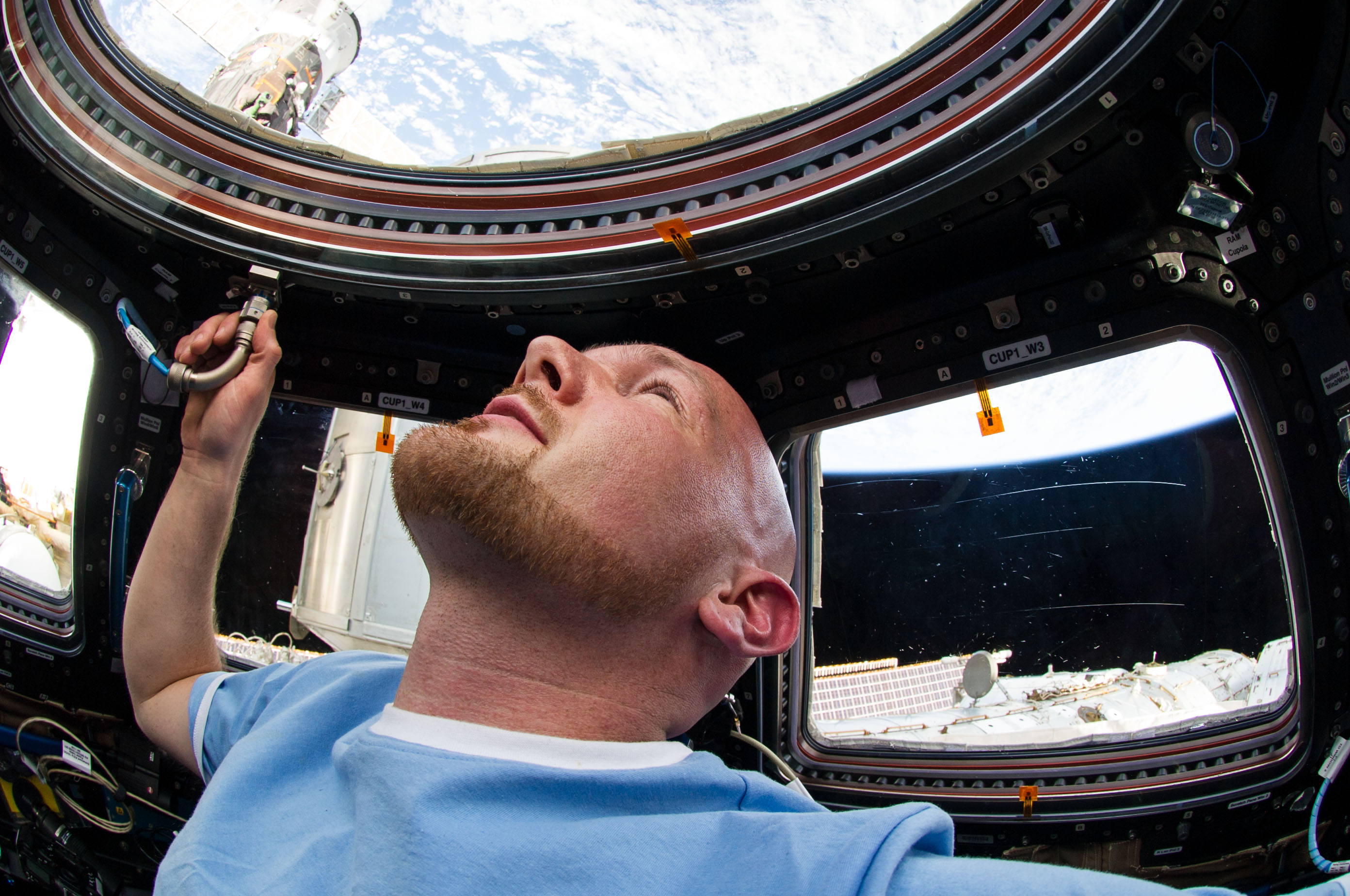
Gerst in der Cupola